# Энгельбарт, Дуглас
Дуглас Карл Энгельбарт (англ. Douglas Carl Engelbart; 30 января 1925, Портленд (Орегон) — 2 июля 2013, Атертон Калифорния) — один из первых исследователей человеко-машинного интерфейса и изобретатель компьютерной мыши. В ряду других его изобретений — графический пользовательский интерфейс, гипертекст, текстовый редактор, групповые онлайн-конференции.
Энгельбарт является автором более 25 работ, имеет 20 патентов на изобретения, множество наград (1987 — PC Magazine Lifetime Achievement Award; 1990 — премия ACM Software System и другие). В последние годы жизни Энгельбарт совместно с Фроде Хегландом (англ. Frode Hegland) трудился над проектом усовершенствования гипертекстовой природы Интернета.

## Ранние годы и образование
Дуглас Энгельбарт родился 30 января 1925 года в Портланде, штат Орегон в семье Карла Луиса и Глэдис Шарлотты Амелии Мунсон Энгельбарт. Имеет шведские, норвежские и немецкие корни.
Средний ребёнок в семье — сестра Дорианна старше Дугласа на 3 года, а брат Дэвид младше на 14 месяцев. Когда Дугласу было 8 лет семья переехала в окрестности Джонсон Крик. Его отец умер год спустя.
В 1942 году окончил портлендскую школу имени Бенджамина Франклина и поступил в Университет штата Орегон. В середине своего обучения, незадолго до окончания Второй мировой войны, был призван в ряды ВМС США, отслужив два года в качестве радиста на Филиппинах. Во время своей службы Энгельбарт впервые прочитал статью Вэнивара Буша «Как мы можем мыслить» (англ. As We May Think), которая вдохновила его. В 1948 году, после возвращения с войны заканчивает обучение и получает степень бакалавра по электротехнике. Находясь в штате Орегон, он был членом социального братства Sigma Phi Epsilon.
В 1948 году был нанят Национальным консультативным комитетом по воздухоплаванию при Исследовательском центре Эймса, где работал до 1951 года.
В свободное время он любил пешие прогулки, походы и народные танцы. Именно там он встретил Балларду Фиш (18 августа 1928 года — 18 июня 1997 года), которая только заканчивала своё обучение, чтобы стать профессиональным терапевтом. Они поженились в государственном парке Портола 5 мая 1951 года.
Вскоре после этого Энгельбарт покинул Исследовательский центр Эймса чтобы поступить в аспирантуру в калифорнийский университет в Беркли, получив степень магистра наук (англ. Master of Science, M.Sc.) в 1953 году и степень доктора наук в 1955.
Брак с Баллард Фиш продолжался до её смерти в 1997 году. Во второй раз женился 26 января 2008 года на писательнице и продюсере Карен О’Лири Энгельбарт. Празднование 85-летия было проведено в Техническом музее инноваций. Энгельбарт умер в своем доме в Атертоне (шт. Калифорния) 2 июля 2013 года из-за почечной недостаточности. По данным Института Дуга Энгельбарта, его смерть наступила после долгой битвы с болезнью Альцгеймера. Диагноз ему поставили в 2007 году. От первого брака у Дугласа четверо детей — Герда, Диана, Кристиан и Норман и 10 внуков.

## Карьера
Будучи аспирантом, помогал в строительстве проекта California Digital Computer (англ. CALDIC). После получения докторской степени Дуглас остался в Беркли, где в течение года преподавал в качестве ассистента профессора, а после основал стартап для коммерциализации некоторых своих исследований в области устройств хранения данных.

### SRI и ARC

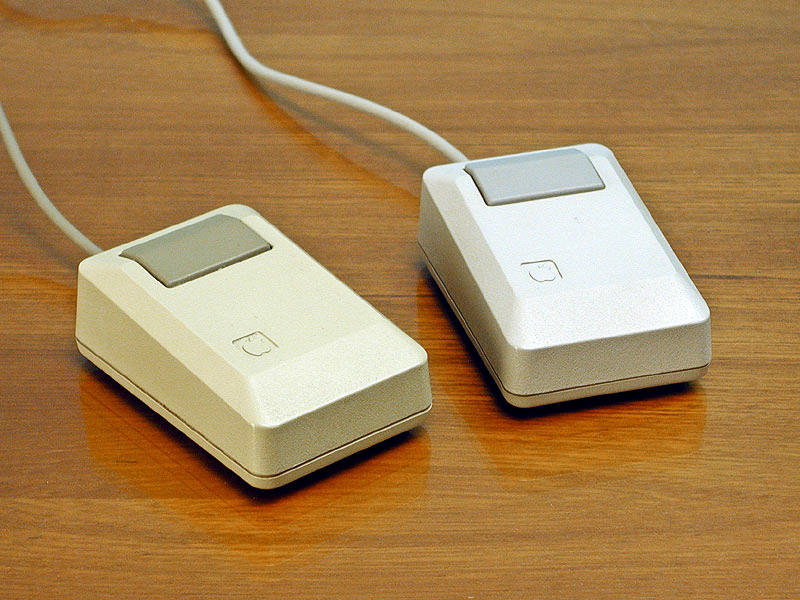
Компьютерная мышь Apple Macintosh Plus

Первая компьютерная мышь

В 1957 году начинает работу в Стэнфордском исследовательском институте (англ. Stanford Research Institute), расположенном в городе Менло-Парк. Первоначально работал вместе с Хьюитом Крейном над магнитными компонентами ЭВМ и миниатюризацией электронных устройств, постепенно получил более десяти патентов (некоторые из которых были результатом его дипломной работы). В 1962 году подготовил доклад, содержащий предполагаемый план исследований и получивший название Усиление человеческого интеллекта: концептуальный фрэймворк (англ. Augmenting Human Intellect: A Conceptual Framework). Доклад нашёл поддержку, и Дуглас получил финансирование от агентства по перспективным оборонным научно-исследовательским разработкам США. В своем новом научном центре ARC (англ. Augmentation Research Center), который был создан на базе Стэнфордского исследовательского института, он собрал группу учёных, став для них движущей силой при разработке так называемой Онлайн Системы (англ. oN-Line System или NLS). Энгельбарт и его команда разработали элементы компьютерного интерфейса, такие как вывод растрового изображения на экран, мышь, гипертекст, средства совместной работы и задатки графического интерфейса пользователя. Всё это было разработано в то время, когда большинство людей были далеки от компьютеров, и когда программное обеспечение было в основном написано для закрытых проприетарных систем.
В 1967 году Энгельбарт подал заявку на патент (получив его в 1970) для устройства состоящего из деревянного корпуса с двумя металлическими колёсами (патент 3541541), которое он разработал совместно с Биллом Инглишем несколькими годами ранее. В патенте устройство описывается как «индикатор положения X-Y для системы отображения». Позже Энгельбарт выяснил, что это устройство получило прозвище «мышь», потому что шнур, выходящий из его задней части, был похож на хвост.
В 2023 году одно из уцелевших устройств было продано с аукциона за 178,936 тысяч долларов.

### The Mother of All Demos
9 декабря 1968 года в городе Сан-Франциско состоялась Единая осенняя компьютерная конференция, и именно на ней произошло событие, которое позже окрестили «Мать всех демонстраций» (англ. The Mother of All Demos). Главным действующим лицом этой демонстрации стал Дуглас Энгельбарт со своими коллегами. Они представили на суд широкой публике свой проект прообраза персональных компьютеров и будущей веб-среды.
С самого начала всем было понятно, что на этой презентации будет представлено что-то необычное, что-то, что изменит мир технологий навсегда. Энгельбарт в самом прекрасном расположении духа поднялся на сцену, на голове у него были надеты наушники с микрофоном. Он сел перед демонстрационным экраном за рабочий стол, на котором кроме клавиатуры лежало ещё какое-то непонятное устройство. Вся его демонстрация была посвящена тому, как по его мнению будет выглядеть работа с компьютером в будущем. Первую часть демонстрации он посвятил новым возможностям работы с текстовыми документами. Он изменял размер текста от огромного до очень маленького, при этом текст в верхней части экрана можно было не трогать, а в нижней части — изменять, и наоборот. На разделённом на секторы экране дисплея представлялись текст, графика и видео. Внутри документов имелись сноски на другие документы, и по ним можно было перемещаться! Самое необычное было то, что всеми действиями Энгельбарт управлял с помощью придуманного им манипулятора, впоследствии получившего название компьютерная мышь, имеющего одну кнопку. Изначально учёный планировал разместить на устройстве пять кнопок под каждый палец руки, но из-за того, что в этом случае корпус мыши стал бы огромным, пришлось отказаться от этой идеи. Движение мыши обеспечивалось за счёт двух дисков, встроенных взаимно перпендикулярно, благодаря этому она могла перемещаться в четырёх направлениях, что полностью соответствует изменению координат объекта в двумерной системе координат. Световое пятно (ему дали название «клоп») отображалось на экране, двигалось по экрану вслед за перемещениями мыши по поверхности стола. С помощью мыши Энгельбарт мог щёлкнуть на любом слове, передвинуть его в документе или даже переместить в другой. Все свои действия Энгельбарт сопровождал комментариями, а на его лице была торжествующая улыбка.
После того как закончилась демонстрации работы с текстом, Энгельбарт приступил ко второй части демонстрации. На ней он вместе со своим коллегой представил миру прообраз нынешних видеоконференций. Его коллега по лаборатории сел за такой же рабочий стол, как у Дугласа, с наушниками с микрофоном на голове. Перед ним тоже, как и перед Дугласом, стояла телекамера. Во время демонстрации Энгельбарт и его коллега могли на расстоянии разговаривать и видеть друг друга, одновременно совершая манипуляции с общим документом. Это произвело настоящий фурор. По окончании демонстрации весь зал аплодировал учёному и его команде. Эта демонстрация предвосхитила даже самые смелые ожидания, на ней были показаны многие изобретения, сделанные в последующие годы: веб-документы, экранные окна, компьютерная мышь, видеоконференция, коллективная работа над документами.

## Награды
Начиная с конца 1980-х годов Дуглас Энгельбарт получил следующие награды и премии:
- В 1992 году был награждён медалью «Пионер компьютерной техники», самой престижной наградой Компьютерного сообщества IEEE.
- В декабре 1995 года на четвёртой конференции WWW в Бостоне он стал первым лауреатом Мемориальной премии Юрия Рубински.[25]
- В 1997 году был награждён премией Lemelson-MIT в размере $500 000 — крупнейшей премией в мире, которая выдается за изобретения и инновации.[26]
- Также в 1997 году был награждён премией Тьюринга за вдохновляющее предвидение будущего развития интерактивных вычислений и изобретение ключевых технологий, помогающих это предвидение реализовать.[27]
- В 1999 году получил Медаль Бенджамина Франклина.
- В декабре 2000 года президент США Билл Клинтон вручил Энгельбарту Национальную медаль США в области технологий и инноваций, высшую техническую награду в США.
- В 2001 году Британским компьютерным сообществом был награждён медалью Лавлейс.[28]
- В 2005 году получил премию имени Норберта Винера.[29]
- В 2011 году введён в Зал славы IEEE Intelligent Systems AI’s.[30][31]